# Зелена книга України

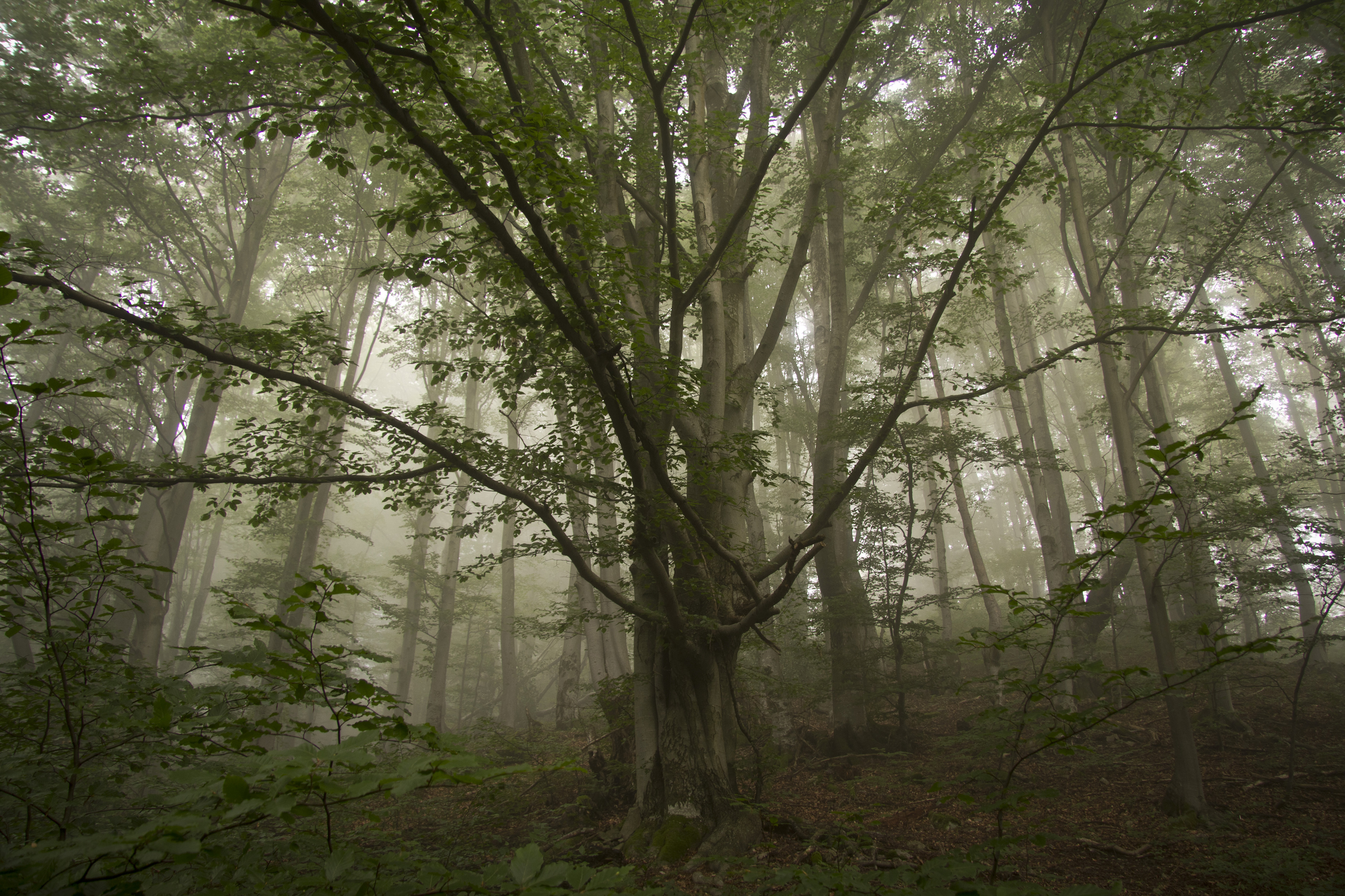
Букові праліси Карпат

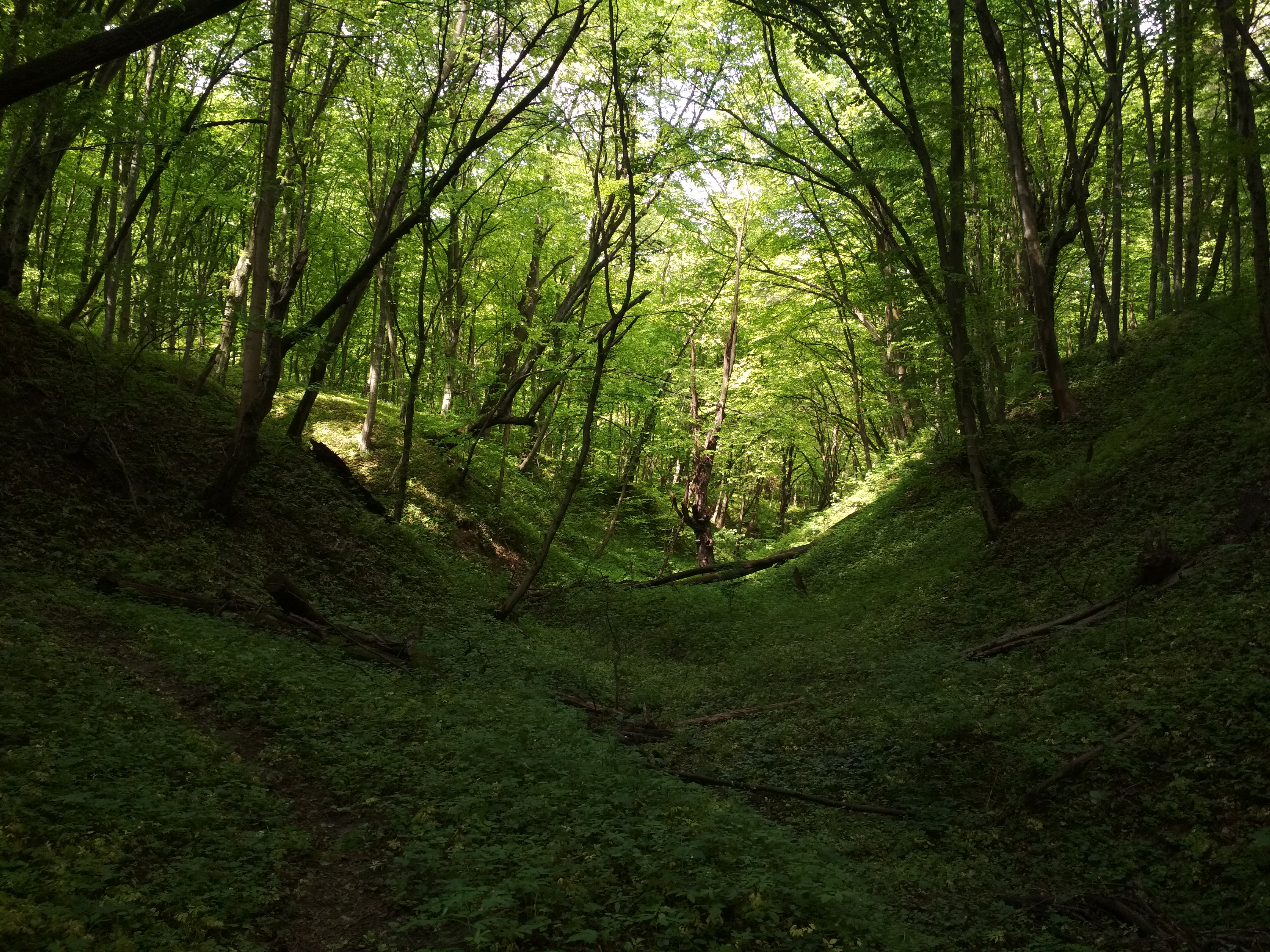
Буково-грабовий ліс

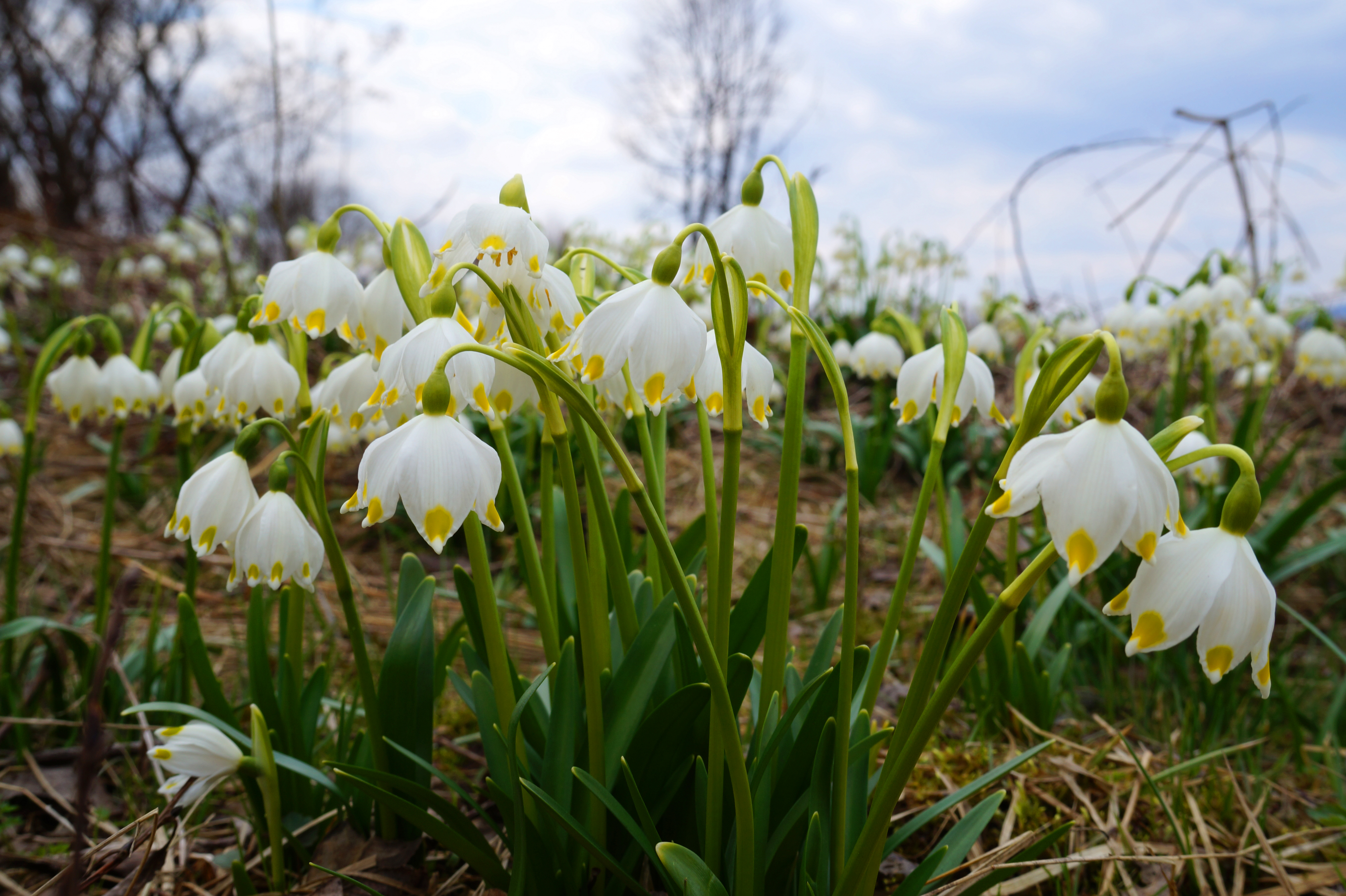
Білоцвіт весняний у Долині нарцисів, Карпати

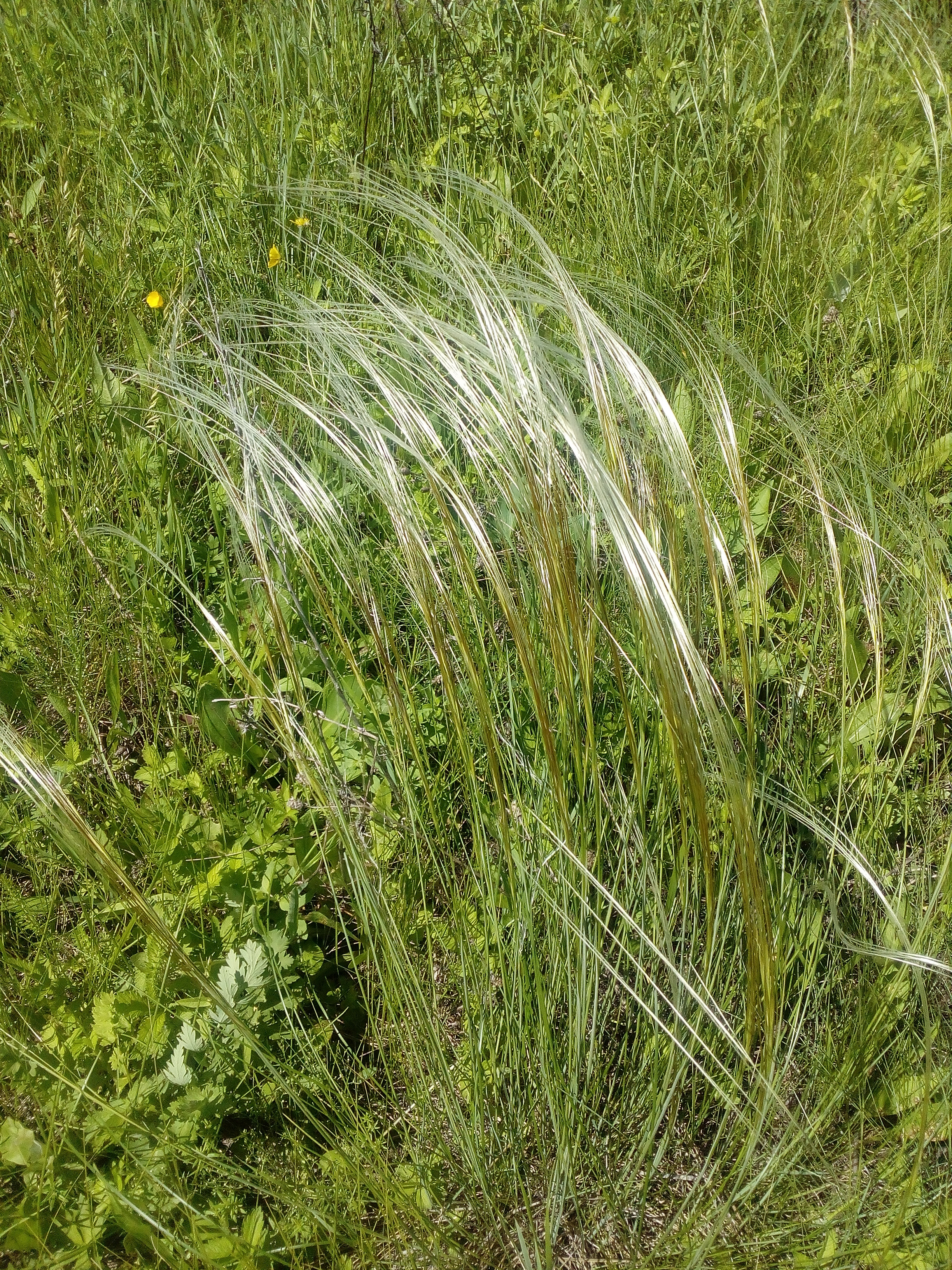
Ковила волосиста степових угруповань

Зеле́на кни́га Украї́ни — документ, що на відміну від Червоної книги України, звертає увагу на охорону не окремих видів, а цілісних  угрупувань. У ній представлено 126 рідкісних й типових рослинних угруповань, які потребують охорони.

## Історія
Зелена книга України є офіційним державним документом, в якому зведено відомості про сучасний стан рідкісних рослин, що перебувають під загрозою зникнення, та типових природних рослинних угруповань, які підлягають охороні.
Зелена книга є основою для розроблення охоронних заходів щодо збереження, відтворення та використання занесених до неї природних рослинних угруповань. Охорона цих угруповань спрямовується на збереження їх ценотичної структури, популяцій рідкісних видів рослин та умов місцезростання. Ідея створення Зеленої книги започаткована в Україні й відображена в монографії «Зеленая книга Украинской ССР: Редкие, исчезающие и типичные, нуждающиеся в охране растительные сообщества». Це видання було присвячене опису сучасного стану рідкісних рослинних угруповань та заходам щодо їх збереження і науково-обґрунтованого відтворення.)

## Основні положення
Основні положення ведення Зеленої книги України базуються на принципах:
- централізованого управління;
- координації дій;
- пріоритетності наукової ініціативи;
- обов'язкового інформування громадськості;
- необхідності обліку, кадастру та моніторингу рідкісних рослинних угруповань;
- зацікавленості та відповідальності землекористувачів;
- відповідності міжнародним вимогам.

Ідеологія Зеленої книги України знайшла своє втілення у цілому ряді прийнятих законодавчих та нормативних документів, зокрема:
- «Програмі перспективного розвитку заповідної справи в Україні (Заповідники)» (22 вересня 1994 р.),
- «Положенні про Зелену книгу України» (19 лютого 1997 р.; 29 серпня 2002 р.),
- «Національній доповіді України про збереження біологічного різноманіття» (1997),
- «Концепції збереження біологічного різноманіття України» (12 травня 1997 р.),
- «Про рослинний світ» (9 квітня 1999 р.),
- «Про Загальнодержавну програму формування національної екологічної мережі України на 2000—2015 роки» (21 вересня 2000 р.).

Функції ведення Зеленої книги України, формування та забезпечення діяльності відповідної міжвідомчої комісії покладено на Міністерство екології та природних ресурсів України.